# 安丰乡 (安乡县)
安丰乡，是中华人民共和国湖南省常德市安乡县下辖的一个乡镇级行政单位。

## 行政区划
安丰乡下辖以下地区：
出口洲社区、功成垸村、中河口村、西台尾村、澧阳垸村、西南洲村、千弓山村、出口洲村、武局口村、永镇垸村、铁路湾村、汇口村、欧家豇村、白螺湾村、豆港村、黄家台村、复兴村和高围村。